# Cotyledon
- Commons
- Wikispecies

Cotyledon L. é um género botânico pertencente à família Crassulaceae.

## Sinonímia
- Cotyliphyllum Link

## Espécies
- Cotyledon chrysantha
- Cotyledon elisae
- Cotyledon orbiculata
- Cotyledon tomentosa
- Cotyledon undulata
- Lista completa

## Classificação do gênero
| Sistema | Classificação                      | Referência               |
| ------- | ---------------------------------- | ------------------------ |
| Linné   | Classe Decandria, ordem Pentagynia | Species plantarum (1753) |